# Vochysia tomentosa
Vochysia tomentosa là một loài thực vật có hoa trong họ Vochysiaceae. Loài này được (G.Mey.) DC. miêu tả khoa học đầu tiên năm 1828.